# 田町 (北九州市小倉北区)
田町（たまち）は福岡県北九州市小倉北区の地名。丁番を持たない単独町名である。2012年（平成24年）3月31日現在の人口は1,174人。郵便番号は803-0817。

## 地理
田町は北九州市都心部西端に位置し、法律事務所などが多数存在する。町域の中央を北九州高速1号線の高架が東西に横切る。かつて1992年まで西鉄北九州線が通っており、最寄電停として金田電停があった。
隣接する金田一丁目に福岡地裁小倉支部・福岡家裁小倉支部・小倉簡裁、城内に福岡法務局北九州支局があるため、弁護士・司法書士・土地家屋調査士事務所などが多数オフィスビルなどに入居している。
なお、同じく北九州市内には八幡西区にも田町がある。

## 歴史

### 地名の由来
小倉城下町の町名（小倉城下25町）に由来する。魚町や鍛冶町、紺屋町なども城下町の町名に由来している。

## 交通

### 鉄道
- JR九州 西小倉駅

### バス
- 西鉄バス北九州 田町バス停、竪町バス停、金田2丁目バス停

## 施設

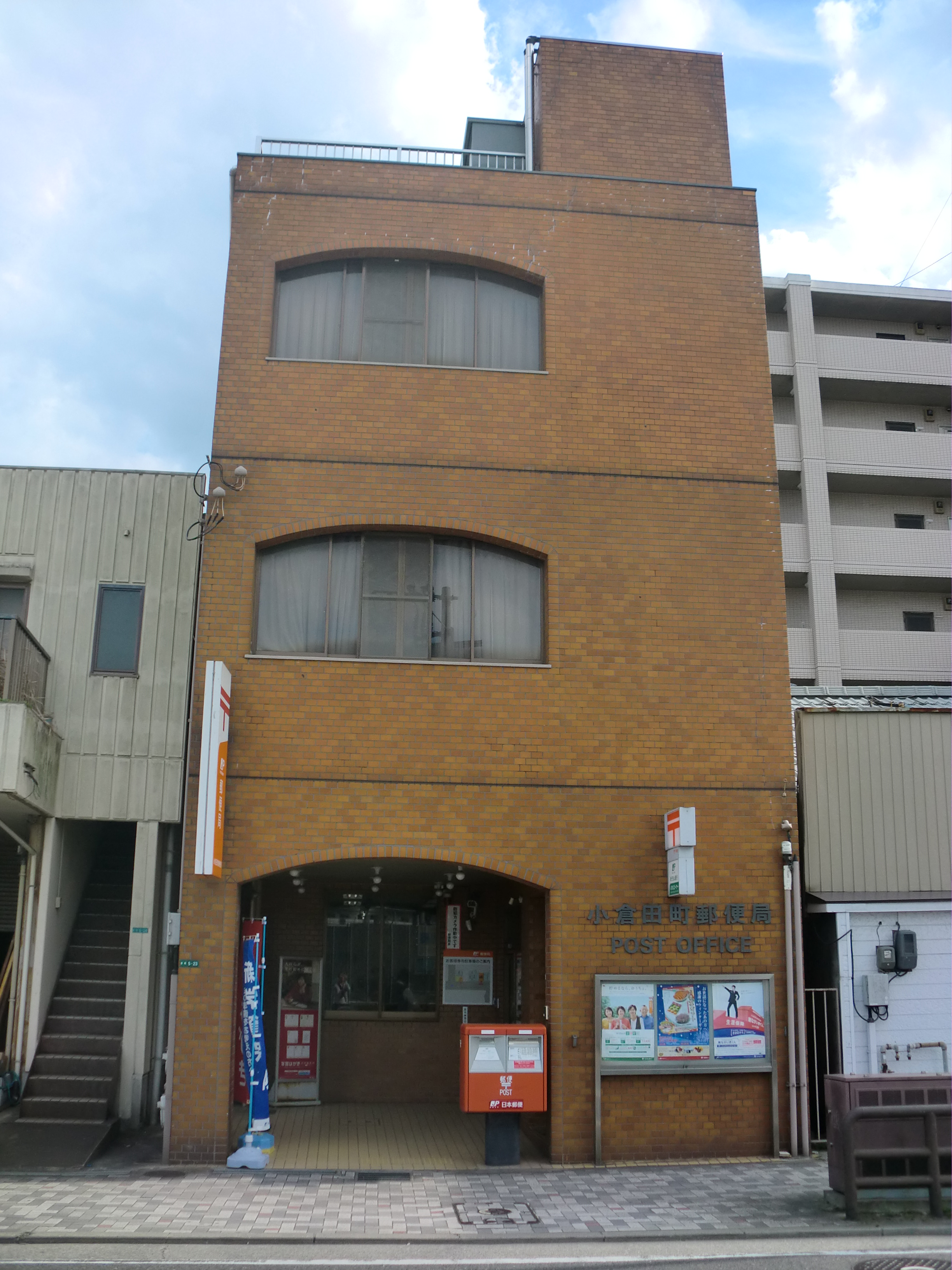
小倉田町郵便局

- 九州農政局福岡農政事務所地域第一課
- 日経北九州電波会館
  - TVQ九州放送北九州本社
  - 日本経済新聞社北九州支局
- 小倉西郵便局
- 小倉田町郵便局
- 北九州市立小倉北柔剣道場
- 萬徳寺

### かつて存在した施設
かつて域内にあった西日本新聞社北九州本社は、2012年都心部の堺町に移転した。それに伴いグループ会社の西広北九州支社も同一地に移転した。